# Lipogramma rosea
Lipogramma rosea C.R.Gilbert, 1979 è un piccolo pesce d'acqua salata appartenente alla famiglia Grammatidae.

## Etimologia
Deve il suo nome alla propria colorazione rosacea.

## Descrizione
Questo animale è lungo meno di 5 cm.

## Distribuzione e habitat
Vive in acque poco profonde (da pochi metri ad alcune centinaia di metri sotto la superficie marina) nelle aree marine tropicali prospicienti all'Honduras e a Porto Rico.